# Distretto di Carapo
Il distretto di Carapo è uno dei quattro distretti della provincia di Huanca Sancos, in Perù. Si trova nella regione di Ayacucho e si estende su una superficie di 241,34 chilometri quadrati.

Istituito il 2 gennaio 1857, ha per capitale la città di Carapo; nel censimento del 2005 contava 2.548 abitanti.